# 戴延容
戴延容（1517年—？），字子涵，號三江，河南衛輝府守禦千戶所人，軍籍，明朝政治人物。同進士出身。

## 生平
嘉靖十三年（1534年）甲午科河南鄉試第五十九名舉人。嘉靖四十四年（1565年）中式乙丑科會試第三百八十四名，三甲第二百五十六名進士。都察院观政，四十五年六月授大理寺左评事，丁忧。隆慶四年（1570年）三月复除本寺，九月升左寺副，五年正月升浙江佥事，万历三年（1575年）二月调山东，五年正月年老致仕，卒。

## 家族
曾祖戴昇；祖父戴貴，贈知縣；父戴纓，鹽運司同知。前母尤氏（贈孺人）；曹氏；繼母張氏；繼母王氏。弟延邵、延寿，俱庠生。